# Telaranea disticha
Telaranea disticha là một loài rêu tản trong họ Lepidoziaceae. Loài này được (Stephani) Solari miêu tả khoa học lần đầu tiên năm 1987.